# Cheirodon jaguaribensis
Cheirodon jaguaribensis är en fiskart som beskrevs av Fowler, 1941. Cheirodon jaguaribensis ingår i släktet Cheirodon och familjen Characidae. Inga underarter finns listade i Catalogue of Life.